# Léon Brillouin
Léon Nicolas Brillouin (n. 7 august 1889, Sèvres, Métropole du Grand Paris, Franța – d. 4 octombrie 1969, New York City, New York, SUA) a fost un fizician francez.
Tatăl său, Marcel Brillouin, a fost și el fizician. Leon Brillouin a adus contribuții în mecanica cuantică, propagarea undelor radio în atmosferă, fizica semiconductorilor și teoria informației.

## Lucrări
- La théorie des quanta et l'atome de Bohr, Paris, P.U.F., 1923.
- Les statistiques quantiques et leurs applications, Paris, P.U.F., 1930.
- Notions élémentaires de mathématiques pour les sciences expérimentales (1935), Paris, Masson
- Cours de Physique Théorique : les tenseurs en mécanique et en élasticité, Paris, Masson, 1938. (2×10{{{1}}} édition publiée 1949).
- Wave Propagation in Periodic Structures, New York, McGraw-Hill, 1946.
- Science and Information Theory, New York, Academic Press, 1956.
- Wave Propagation and Group Velocity, New York, Academic Press, 1960 (avec Arnold Sommerfeld).
- Scientific uncertainty and information, New York, Academic Press, 1964
- Relativity reexamined, New York, Academic Press, 1970